# سیارک ۸۰۶۵۲
سیارک ۸۰۶۵۲ (به انگلیسی: 80652 Albertoangela، نامگذاری:2000BB) هشتاد هزار و ششصد و پنجاه و دومین سیارک کشف شده‌است که در ۱۶ ژانویه ۲۰۰۰ کشف شد.